# Dioni Villalba
Dionisio Emanuel Villalba Rojano (Málaga, 21 de diciembre de 1989), más conocido como Dioni, es un futbolista español. Juega como delantero y su equipo es el C. D. Eldense de la Primera Federación.

## Biografía
Comenzó a jugar al fútbol como delantero en varios equipos de su ciudad natal entre los más destacados, el C. D. Puerto de la Torre y el C.D Torremoya donde cuajó su mayor racha goleadora con 32 goles en 25 partidos.Seguidamente llegó a recalar en el Málaga C. F. en categoría alevín. Al llegar a etapa juvenil, y aconsejado por sus padres, rechazó una oferta de los malacitanos para enrolarse en el Real Murcia C. F. en 2007. Allí formó parte tanto del plantel juvenil en División de Honor como del filial, el Real Murcia Imperial.
En la temporada 2009-10 fue contratado por el Caravaca C. F. de Segunda División B, en el que marcó 11 goles en 34 partidos. Sus actuaciones llamaron la atención del Deportivo de La Coruña, que le contrató en la 2010-11 con ficha para el filial. No obstante, debutó en el primer equipo el 23 de septiembre de 2010, frente al Villarreal C. F., y llegó a disputar cuatro partidos oficiales bajo las órdenes de Miguel Ángel Lotina. Después de que los gallegos descendieran a Segunda, fue contratado por el Cádiz C. F. de Segunda B.
En la campaña 2012-13 recaló en las filas del C. D. Leganés, también en categoría de bronce, dirigido por Pablo Alfaro. En el club blanquiazul firmó sus mejores registros hasta esa fecha, con 21 tantos en 35 partidos. Gracias a ello fue contratado al año siguiente por el Hércules de Alicante en la Segunda División. Sin embargo, su presencia en el once inicial fue menor de la esperada y terminaría regresando al Cádiz en Segunda B.
Después de una fugaz etapa en Leganés, esta vez en Segunda División, fue contratado por el Real Oviedo para firmar el ascenso a Segunda en la temporada 2014-15. De ahí pasó al Racing de Santander, en el que recuperó su acierto goleador con 13 tantos en 35 apariciones.
En la temporada 2016-17 volvió al sur de la Comunidad de Madrid con un contrato por tres temporadas en el C. F. Fuenlabrada. En esta ocasión mejoró su marca personal con 24 goles en temporada regular, máximo anotador del grupo II, gracias a los cuales el equipo azulón se metió por primera vez en la fase de ascenso a Segunda.
El 1 de agosto de 2018 el C. F. Fuenlabrada hizo oficial su traspaso al Lech Poznań de la liga polaca a través de su página oficial. Apenas estuvo unos meses, ya que en enero rescindió su contrato y regresó a España para jugar en la Cultural y Deportiva Leonesa lo que quedaba de temporada y dos más.
El 11 de junio de 2021 se comprometió con el Club Deportivo Atlético Baleares por dos temporadas. En ese tiempo consiguió anotar 32 goles y regresó al Málaga C. F. al expirar su contrato. Esta segunda etapa en el club duró dos años, y en junio de 2025 se unió al C. D. Eldense para la campaña 2025-26.

## Trayectoria
| Club                             | País    | Año       |
| -------------------------------- | ------- | --------- |
| Real Murcia Imperial             | España  | 2008-2009 |
| Caravaca C. F.                   | España  | 2009-2010 |
| R. C. Deportivo de La Coruña "B" | España  | 2010-2011 |
| Cádiz C. F.                      | España  | 2011-2012 |
| C. D. Leganés                    | España  | 2012-2013 |
| Hércules C. F.                   | España  | 2013      |
| Cádiz C. F.                      | España  | 2014      |
| C. D. Leganés                    | España  | 2014-2015 |
| Real Oviedo                      | España  | 2015      |
| Racing de Santander              | España  | 2015-2016 |
| C. F. Fuenlabrada                | España  | 2016-2018 |
| Lech Poznań                      | Polonia | 2018-2019 |
| Cultural y Deportiva Leonesa     | España  | 2019-2021 |
| C. D. Atlético Baleares          | España  | 2021-2023 |
| Málaga C. F.                     | España  | 2023-2025 |
| C. D. Eldense                    | España  | 2025-     |